# Tarazona y el Moncayo
Tarazona y el Moncayo is een comarca van de Spaanse provincie Zaragoza. De hoofdstad is Tarazona, de oppervlakte 452,40 km2 en het heeft 14.287 inwoners (2002).

## Gemeenten
Alcalá de Moncayo, Añón de Moncayo, El Buste, Los Fayos, Grisel, Litago, Lituénigo, Malón, Novallas, San Martín de la Virgen de Moncayo, Santa Cruz de Moncayo, Tarazona, Torrellas, Trasmoz, Vera de Moncayo en Vierlas.